# Angadanan
Angadanan is een gemeente in de Filipijnse provincie Isabela in het noordoosten van het eiland Luzon. Bij de laatste census in 2007 had de gemeente bijna 40 duizend inwoners.

## Geografie

### Bestuurlijke indeling
Angadanan is onderverdeeld in de volgende 59 barangays:
| - Allangigan - Aniog - Baniket - Bannawag - Bantug - Barangcuag - Baui - Bonifacio - Buenavista - Bunnay - Calabayan-Minanga - Calaccab - Calaocan - Campanario - Canangan - Centro I - Centro II - Centro III - Consular - Cumu | - Dalakip - Dalenat - Dipaluda - Duroc - Esperanza - Fugaru - Ingud Norte - Ingud Sur - Kalusutan - La Suerte - Liwliwa - Lomboy - Loria - Lourdes - Mabuhay - Macalauat - Macaniao - Malannao - Malasin - Mangandingay | - Minanga Proper - Pappat - Pissay - Ramona - Rancho Bassit - Rang-ayan - Salay - San Ambrocio - San Guillermo - San Isidro - San Marcelo - San Roque - San Vicente - Santo Niño - Saranay - Sinabbaran - Victory - Viga - Villa Domingo |

## Demografie
Angadanan had bij de census van 2007 een inwoneraantal van 39.743 mensen. Dit zijn 2.955 mensen (8,0%) meer dan bij de vorige census van 2000. De gemiddelde jaarlijkse groei komt daarmee uit op 1,07%, hetgeen lager is dan het landelijk jaarlijks gemiddelde over deze periode (2,04%). Vergeleken met de census van 1995 is het aantal mensen met 6.598 (19,9%) toegenomen.

De bevolkingsdichtheid van Angadanan was ten tijde van de laatste census, met 39.743 inwoners op 204,4 km², 194,4 mensen per km².